# Медаль «200 лет МВД России»
Меда́ль «200 лет МВД Росси́и» — ведомственная медаль Министерства внутренних дел Российской Федерации, учреждённая приказом МВД РФ № 542 от 5 июня 2002 года.
Была упразднена Приказом МВД России от 6 августа 2013 года № 602.

## Правила награждения
Согласно Положению медалью «200 лет МВД России» награждаются:
- сотрудники органов внутренних дел Российской Федерации и военнослужащих внутренних войск МВД России, безупречно прослужившие 20 лет и более в календарном исчислении в органах внутренних дел Российской Федерации и внутренних войсках МВД России;
- работники органов внутренних дел Российской Федерации и лица гражданского персонала внутренних войск МВД России, безупречно проработавшие 20 лет и более в календарном исчислении в органах внутренних дел Российской Федерации и внутренних войсках МВД России;
- бывшие сотрудники и работники органов внутренних дел Российской Федерации, военнослужащие и лица гражданского персонала внутренних войск МВД России, безупречно прослужившие (проработавшие) 20 лет и более в календарном исчислении в органах внутренних дел Российской Федерации и внутренних войсках МВД России, уволенные в запас (отставку) или на пенсию по возрасту (старости), либо не имеющие указанной выслуги лет, но получающие пенсию по инвалидности;
- бывшие сотрудники органов внутренних дел Российской Федерации и военнослужащие внутренних войск МВД России, безупречно прослужившие 20 лет и более в календарном исчислении в органах внутренних дел Российской Федерации и внутренних войсках МВД России и состоящие на день вступления в силу настоящего приказа на службе в учреждениях и органах уголовно-исполнительной системы Минюста России, государственной противопожарной службе МЧС России, федеральных органах налоговой полиции Российской Федерации, таможенных органах Российской Федерации.

Медалью МВД России «200 лет МВД России» также могут награждаться граждане, оказывающие помощь в выполнении возложенных на МВД России задач.

## Правила ношения
Медаль носится на левой стороне груди и располагается после медали МВД России «За отличие в службе».

## Описание медали
Медаль имеет форму круга серебристого цвета с чернью, диаметром 32 мм, с выпуклым бортиком с обеих сторон. На лицевой стороне помещено изображение геральдического знака — эмблемы МВД России, на фоне лучей, расходящихся от её центра к периферии. В нижней части, под эмблемой МВД России, расположены буквенно-цифровые обозначения: «МВД», «200», на изображении ленты «лет». На обороте медали в центральной части расположены цифры «1802 — 2002» с лавровыми ветками под ними. По краю медали помещена надпись — «Службе польза — Отечеству благо». Внизу по оси — эмблема МВД России. Все изображения и надписи рельефные.
Медаль крепится посредством ушка и колечка к пятиугольной колодке, обтянутой муаровой лентой синего цвета. Ширина ленты 24 мм. В центре ленты нанесены три полосы крапового цвета 3, 2 и 3 мм. Промежутки между ними по 1 мм.